# Ankylopteryx fastuosa
Ankylopteryx fastuosa är en insektsart som beskrevs av Navás 1929. Ankylopteryx fastuosa ingår i släktet Ankylopteryx och familjen guldögonsländor. Inga underarter finns listade i Catalogue of Life.